# Kaštel Lieskovec
Zámeček Lieskovec se nachází v městské části Bratislavy – Podunajské Biskupice v místní části Lieskovec.
Zámeček dal postavit kardinál Jozef Batthyányi v letech 1779–1783. Původně stál uprostřed arcibiskupské zahrady. Výzdoba zámečku je zničena, v současnosti se používá jako sklad.